# Horemhebs grav
Horemhebs grav var den tänkta graven till egyptiska faraon Horemheb, men blev aldrig använd av honom. Graven finns 500 m söder om Djosers trappstegspyramid i Sakkara, söder om Kairo i Egypten.
Horemhebs grav byggdes när Horemheb var generalissimus för den egyptiska armén under tiden för Tutankhamon (1333-1323 f.Kr.). Horemheb hade stort inflytande vid beslutet att flytta huvudstaden till Memfis och valde därför att anlägga sin grav i närliggande Sakkara. Fyra år efter Tutankhamons död blev Horemheb farao och byggde då en ny ståndsmässig grav, KV57 i Konungarnas dal utanför dagens Luxor, där han begravdes. Horemheb var den siste faraon under Egyptens artonde dynasti (1550-1290 f.Kr.). Horemhebs grav utanför Sakkara användes i stället för att begrava hans första drottning. Historiker har även hittat bevis för att också hans andra drottning Mutnedjemet begravdes i Horemhebs grav och inte i Drottningarnas dal.
Horemhebs grav hittades i hemlighet av konsttjuvar i början på 1900-talet och konst från graven såldes till flera museer i Europa och USA. Graven ansågs ändå, liksom många av Memfis gravar, ha varit helt förstörd och försvunnen fram till dess att graven hittades på nytt 14 januari 1975 under en större utforskning av Nya rikets gravar. Horemhebs grav har grävts ut i omgångar under perioderna 1975-1979, 1999-2000 och 2004-2006. Gravkamrarna med de båda drottningarna plundrades redan under antiken.
Graven är 65 m lång i öst-västlig riktning, och 20 m bred. Från öster inleds graven med en pylon innan en förgård för att följas av ytterligare en pylon innan den första kolonngården. Därefter följer ett staty-rum flankerat av två förrådsrum. Slutligen kommer den andra kolonngården med tre offerkapell. Från andra kolonngården leder ett schakt ned till den underjordiska gravkammaren, som ligger 28 m under marknivå. 
Många av fynden från Horemhebs grav finns utställda i Luxor Museum och Egyptiska museet i Kairo. Även i utländska museer såsom British Museum, Louvren och Brooklyn Museum. Några av stenrelieferna från Horemhebs grav räknas till Nya rikets mästerverk.
I direkt anslutning till Horemhebs grav finns flera andra gravar. Rakt norr ut finns generalen Ramoses grav och ämbetsmannen Tias grav, och utanför dem ligger ämbetsmannen Mayas grav. Utöver dessa finns även ytterligare ett 10-tal gravar runt Horemhebs grav.

## Stenreliefer från Horemhebs grav

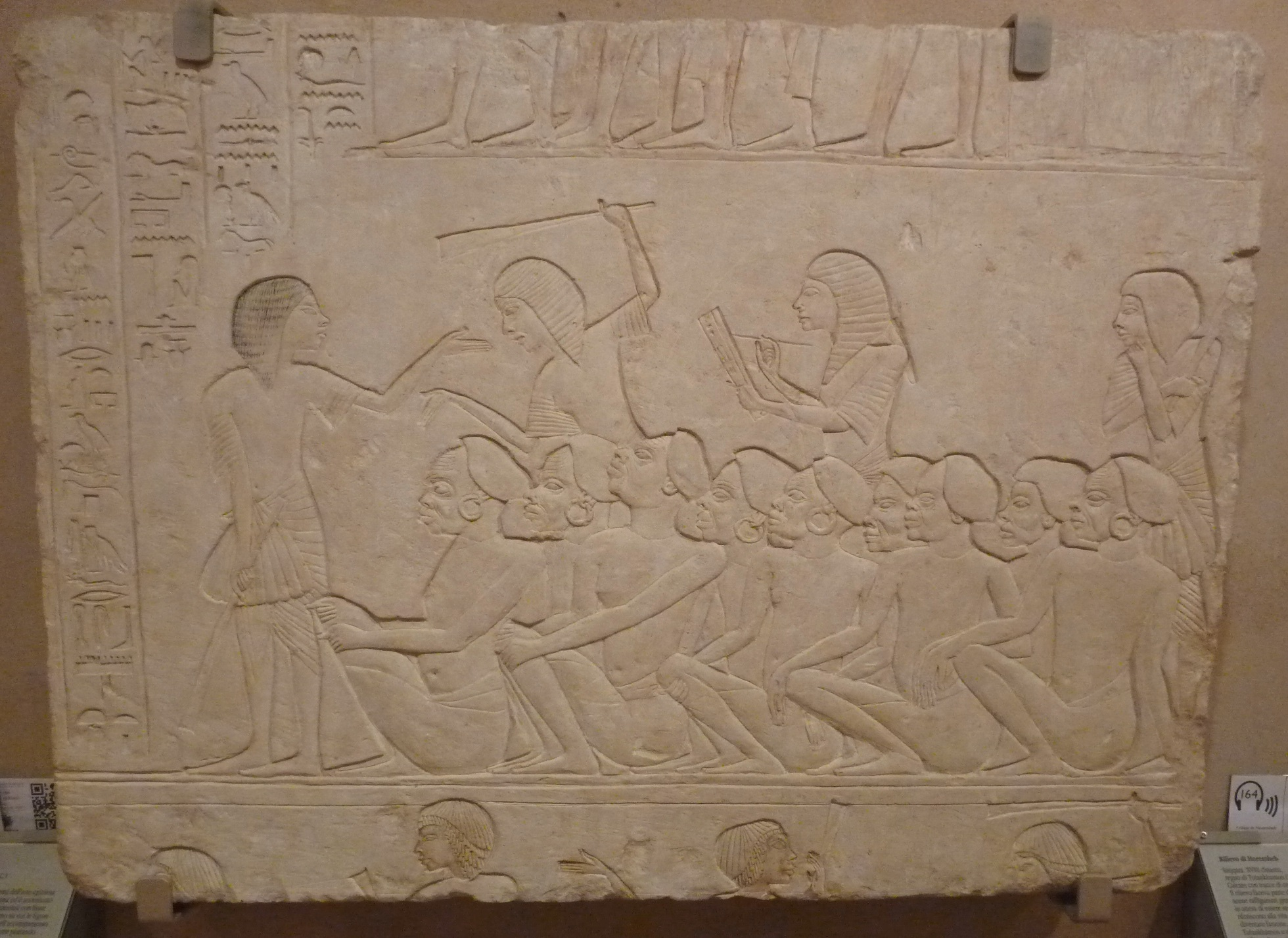
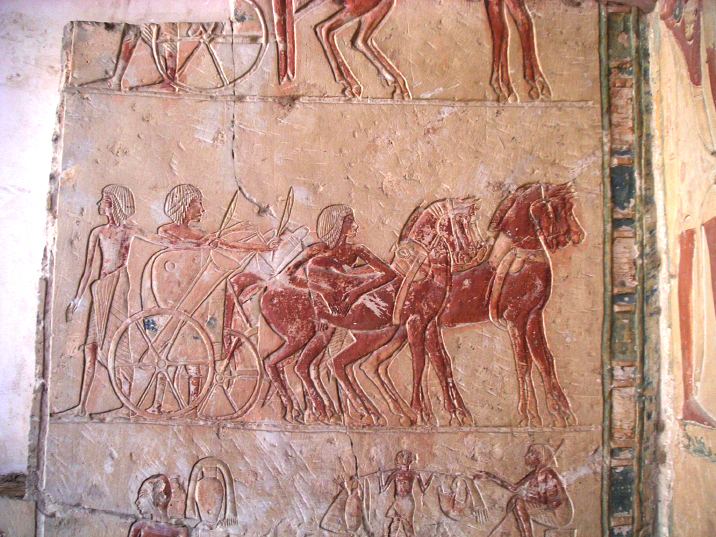
.
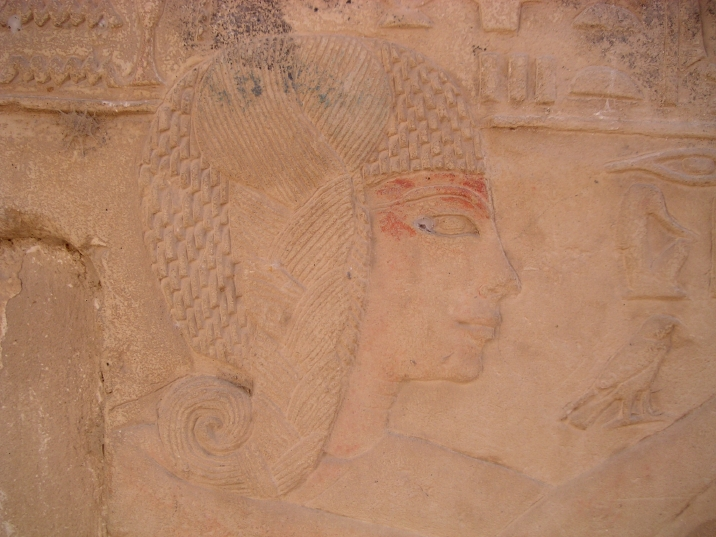
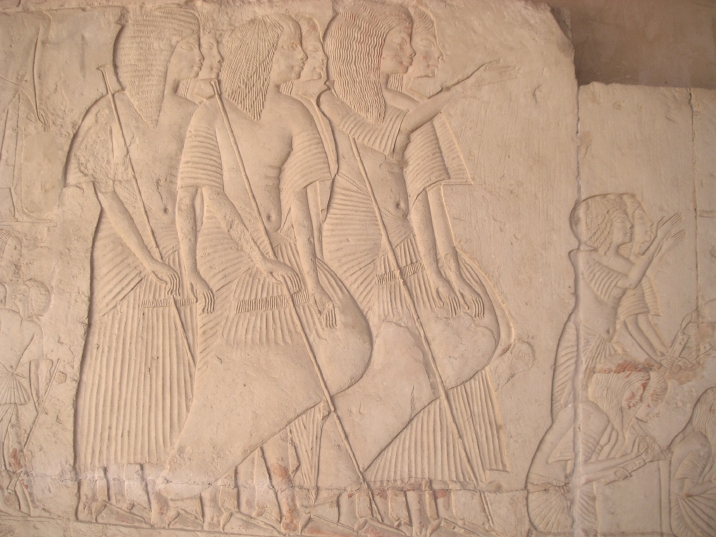